# Sichuan Aerospace Tower
La Sichuan Aerospace Tower  (四川航天科技大厦) est un gratte-ciel de 170 mètres de hauteur construit de 2006 à 2008 à Chengdu dans le centre de la Chine.
Il abrite des bureaux sur 42 étages.